# Volta à Dinamarca
A Volta à Dinamarca (oficialmente: Post Danmark Rundt-Tour of Denmark) é uma carreira ciclista profissional por etapas que se disputa na Dinamarca, no mês de agosto. A prova está patrocinada pelo serviço postal de Dinamarca daí o seu nome.
Disputa-se desde 1985, mas durante o período 1989-1994, não se disputou. Depois de ter estado a maioria das suas edições na categoria 2.2 desde a criação dos Circuitos Continentais da UCI em 2005 enquadrou-se no UCI Europe Tour na categoria 2.hc (máxima categoria dos Circuitos Continentais da UCI).
Tem seis etapas, a penúltima delas contrarrelógio. Como a Dinamarca é um país plano, é uma prova onde destacam os sprinters e rodadores. Concluindo sempre na cidade de Frederiksberg.
O primeiro vencedor foi o dinamarquês Kim Andersen, que é o ciclista que mais vezes se impôs, com três vitórias.

## Palmarés

### Podiums
| Ano                              | Vencedor                | Segundo               | Terceiro              |           |
| -------------------------------- | ----------------------- | --------------------- | --------------------- | --------- |
| 1985                             | Moreno Argentin         | Kim Andersen          | Etienne De Wilde      |           |
| 1986                             | Jesper Worre            | Jørgen V. Pedersen    | Jelle Nijdam          |           |
| 1987                             | Kim Andersen            | Rolf Sørensen         | Søren Lilholt         |           |
| 1988                             | Phil Anderson           | Rolf Sørensen         | Søren Lilholt         |           |
| 1989-1994 edições não disputadas |                         |                       |                       |           |
| 1995                             | Bjarne Riis             | Bo Hamburger          | Kaspars Ozers         |           |
| 1996                             | Fabrizio Guidi          | Rolf Sørensen         | Bjarne Riis           |           |
| 1997                             | Servais Knaven          | Peter Meinert Nielsen | Jesper Skibby         |           |
| 1998                             | Marc Streel             | Rolf Sørensen         | Peter Meinert Nielsen |           |
| 1999                             | Tyler Hamilton          | Rolf Sørensen         | Martin Hvastija       |           |
| 2000                             | Rolf Sørensen           | Andreas Klöden        | Stéphane Barthe       |           |
| 2001                             | David Millar            | Jaan Kirsipuu         | Daniele Nardello      |           |
| 2002                             | Jakob Piil              | Kurt Asle Arvesen     | László Bodrogi        |           |
| 2003                             | Sebastian Lang          | Jurgen Van Goolen     | Laurent Brochard      |           |
| 2004                             | Kurt Asle Arvesen       | Jens Voigt            | Stuart O'Grady        |           |
| 2005                             | Ivan Basso              | Kurt Asle Arvesen     | Rory Sutherland       |           |
| 2006                             | Fabian Cancellara       | Stuart O'Grady        | Thomas Ziegler        |           |
| 2007                             | Kurt Asle Arvesen       | Enrico Gasparotto     | Matti Breschel        |           |
| 2008                             | Jakob Fuglsang          | Steve Cummings        | Tom Stamsnijder       |           |
| 2009                             | Jakob Fuglsang          | Maurizio Biondo       | Roger Hammond         |           |
| 2010                             | Jakob Fuglsang          | Svein Tuft            | Matthew Busche        |           |
| 2011                             | Simon Gerrans           | Daniele Bennati       | Michael Mørkøv        |           |
| 2012                             | Lieuwe Westra           | Ramūnas Navardauskas  | Manuele Boaro         |           |
| 2013                             | Wilco Kelderman         | Lars Bak              | Matti Breschel        |           |
| 2014                             | Michael Valgren         | Lars Bak              | Manuele Boaro         |           |
| 2015                             | Christopher Juul-Jensen | Lars Bak              | Marco Marcato         |           |
| 2016                             | Michael Valgren         | Magnus Cort           | Mads Würtz            |           |
| 2017                             | Mads Pedersen           | Michael Valgren       | Casper Pedersen       |           |
| 2018                             | Wout van Aert           | Rasmus Quaade         | Lasse Norman Hansen   |           |
| 2019                             | Niklas Larsen           | Jonas Vingegaard      | Rasmus Quaade         |           |
| 2020                             | cancelado               | cancelado             | cancelado             | cancelado |
| 2021                             | Remco Evenepoel         | Mads Pedersen         | Mike Teunissen        |           |
| 2022                             | Christophe Laporte      | Magnus Sheffield      | Mattias Skjelmose     |           |
| 2023                             | Mads Pedersen           | Mattias Skjelmose     | Magnus Cort           |           |
| 2024                             | Arnaud De Lie           | Magnus Cort           | Anders Foldager       |           |
| 2025                             |                         |                       |                       |           |

### Outras classificações
| Ano       | Por pontos                              | Montanha                                | Jovens                                  |                 |
| --------- | --------------------------------------- | --------------------------------------- | --------------------------------------- | --------------- |
| 1985      | Jørgen Vagn Pedersen                    | Não se entregou                         | Francesco Rossignoli                    |                 |
| 1986      | Rolf Sørensen                           | Johan Capiot                            | Jelle Nijdam                            |                 |
| 1987      | Søren Lilholt                           | Peter Harings                           | Rolf Sørensen                           |                 |
| 1988      | Rolf Sørensen                           | Jan van Wijk                            | Rolf Sørensen                           |                 |
| 1989-1994 | Não se disputou                         | Não se disputou                         | Não se disputou                         | Não se disputou |
| 1995      | Bo Hamburger                            | Não se entregou                         | Não se entregou                         |                 |
| 1996      | Fabrizio Guidi                          | Não se entregou                         | Não se entregou                         |                 |
| 1997      | Juris Silovs                            | Não se entregou                         | Não se entregou                         |                 |
| 1998      | Alberto Ongarato                        | Paolo Bettini                           | Não se entregou                         |                 |
| 1999      | Nicola Loda                             | Alessandro Petacchi                     | Não se entregou                         |                 |
| 2000      | Marco Zanotti                           | Luca Paolini                            | Andreas Klöden                          |                 |
| 2001      | Jaan Kirsipuu                           | Paolo Valoti                            | David Millar                            |                 |
| 2002      | Olaf Pollack                            | Innar Mandoja                           | Stefan Adamsson                         |                 |
| 2003      | Yuriy Metlushenko                       | Daniele Contrini                        | Sebastian Lang                          |                 |
| 2004      | Stuart O'Grady                          | Jacob Moe Rasmussen                     | Brian Vandborg                          |                 |
| 2005      | Ivan Basso                              | Martin Müller                           | André Greipel                           |                 |
| 2006      | Stuart O'Grady                          | Aart Vierhouten                         | Fabian Cancellara                       |                 |
| 2007      | Mark Cavendish                          | Jacob Moe Rasmussen                     | Enrico Gasparotto                       |                 |
| 2008      | Matti Breschel                          | Kristoffer Nielsen                      | Jakob Fuglsang                          |                 |
| 2009      | Matti Breschel                          | Troels Rønning Vinther                  | Rasmus Guldhammer                       |                 |
| 2010      | Matti Breschel                          | Michael Reihs                           | Rasmus Guldhammer                       |                 |
| 2011      | Sacha Modolo                            | Michael Reihs                           | Jérôme Cousin                           |                 |
| 2012      | Alexander Kristoff                      | Nikola Aistrup                          | Wilco Kelderman                         |                 |
| 2013      | Wilco Kelderman                         | Martin Mortensen                        | Wilco Kelderman                         |                 |
| 2014      | Alexey Lutsenko                         | John Murphy                             | Michael Valgren                         |                 |
| 2015      | Matti Breschel                          | Pim Ligthart                            | Mads Würtz Schmidt                      |                 |
| 2016      | Daniele Bennati                         | Aimé De Gendt                           | Mads Würtz Schmidt                      |                 |
| 2017      | Mads Pedersen                           | Nicolai Brøchner                        | Mads Pedersen                           |                 |
| 2018      | Tim Merlier                             | Nicolai Brøchner                        | Julius Johansen                         |                 |
| 2019      | Jasper De Buyst                         | Fridtjof Røinås                         | Niklas Larsen                           |                 |
| 2020      | Cancelada devido à Pandemia de COVID-19 | Cancelada devido à Pandemia de COVID-19 | Cancelada devido à Pandemia de COVID-19 |                 |
| 2021      | Mads Pedersen                           | Rasmus Bøgh Wallin                      | Remco Evenepoel                         |                 |
| 2022      | Christophe Laporte                      | Rasmus Bøgh Wallin                      | Magnus Sheffield                        |                 |
| 2023      | Mads Pedersen                           | Nicklas Amdi Pedersen                   | Logan Currie                            |                 |

## Palmarés por países
| País           | Vitórias |
| -------------- | -------- |
| Dinamarca      | 14       |
| Itália         | 3        |
| Países Baixos  | 3        |
| Bélgica        | 3        |
| Austrália      | 2        |
| Noruega        | 2        |
| Estados Unidos | 1        |
| Reino Unido    | 1        |
| Alemanha       | 1        |
| Suíça          | 1        |
| França         | 1        |